# Cellule granulaire
Cet article concerne neurones granulaires du cerveau. Pour cellules granuleuses du rein, voir Appareil juxtaglomérulaire.

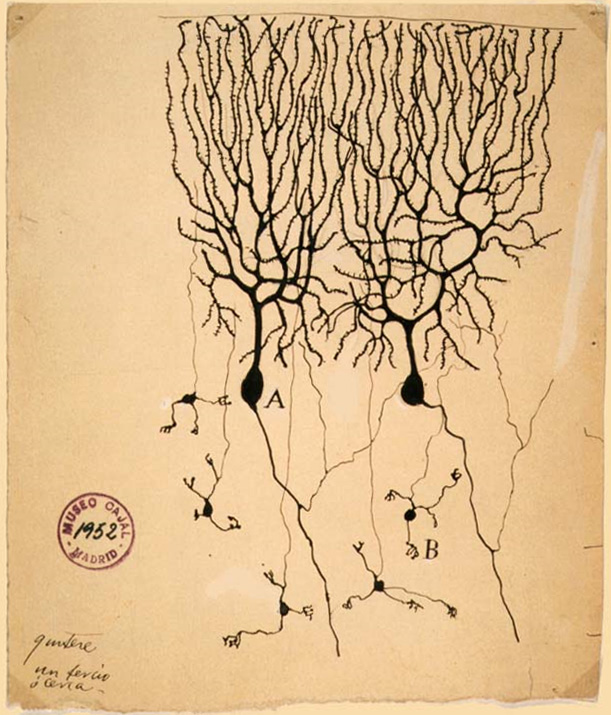
Cellules de Purkinje (A) et de cellules granulaire (B) du cervelet du pigeon, dessinées par Santiago Ramón y Cajal, 1899. Instituto Santiago Ramón y Cajal, Madrid, Spain.

Les cellules granulaires sont les plus petits types cellulaires du cerveau. Il s'agit de neurones relativement peu nombreux principalement localisés dans la couche granulaire du cortex cérébelleux (dite aussi couche III) mais aussi dans le gyrus denté de l'hippocampe, dans la couche superficielle du noyau cochléaire dorsal et dans le bulbe olfactif.